# Colibrí ermità de gorja taronja
El colibrí ermità de gorja taronja o colibrí ermità barbat (Threnetes niger) és una espècie d'ocell de la família dels troquílids (Trochilidae) que habita els boscos de les terres baixes de la Guaiana Francesa i l'extrem nord-est del Brasil.